# Domingo Herrán
El general José Domingo Herrán Araujo fue un militar mexicano. Se casó el 9 de agosto de 1860 con Guadalupe Almonte Quesada (1840-1929), hija del Gran mariscal y ministro de la Casa Imperial, Juan Nepomuceno Almonte, y su esposa María Dolores Quesada Almonte (?-1890), primera dama de la Corte de la emperatriz Carlota de México. Fue Jefe de la Brigada de caballería y 9 batallones y escuadrones independientes. Por orden del general Tomás Mejía se apoderó de 240000 pesos depositados en el consulado inglés de San Luis Potosí el 1 de enero de 1867. Se exilió en los Estados Unidos junto con el general Luis Pérez Gómez. 